# Termes (Aude)
Termes település Franciaországban, Aude megyében. Lakosainak száma 49 fő (2022. január 1.). Termes Félines-Termenès, Laroque-de-Fa, Mouthoumet, Saint-Martin-des-Puits, Vignevieille és Villerouge-Termenès községekkel határos.

## Népesség
A település népessége az elmúlt években az alábbi módon változott:
| Lakosok száma | 53   | 50   | 43   | 58   | 41   | 35   | 38   | 47   | 47   | 49   |
|               | 1968 | 1982 | 1990 | 2006 | 2013 | 2015 | 2017 | 2019 | 2020 | 2022 |